# Charlie Sifford
Charlie Sifford (ur. 2 czerwca 1922 w Charlotte, zm. 3 lutego 2015 w Cleveland) – afroamerykański golfista.

## Życiorys
Był członkiem PGA Senior Tour, obecnie znany jako Champions Tour. W 1975 roku zdobył mistrzostwo PGA Senior. W 2004 został wprowadzony do World Golf of Fame, a w 2008 roku otrzymał nagrodę Golden Tee Award przyznawaną przez Pisarzy Golfa Association w Nowym Jorku i został mianowany ambasadorem Golfa Bridgestone Invitational. 24 listopada 2014 roku został odznaczony przez prezydenta Baracka Obamę Medalem Wolności.